# Sony α55
Sony α55 (oznaczenie fabryczne SLT-A55) – lustrzanka cyfrowa (ang. DSLR, Digital Single Lens Reflex Camera), jedna z dwóch z nowej linii oznaczonej SLT (obok Sony α33), przeznaczona dla zaawansowanych użytkowników, wyprodukowana przez firmę Sony i dostępna na rynku od sierpnia 2010. Wyposażona jest w matrycę CMOS o efektywnej rozdzielczości 16.2 megapiksela (APS-C), ruchomy ekran LCD o przekątnej 3 cali i rozdzielczości 931 tys. punktów. Znajduje się w nim między innymi także przepuszczalne lustro, zapewniające możliwość ciągłego, automatycznego ostrzenia w trybie filmowym. Lustro to pozwala także na zwiększenie ilości zdjęć na sekundę aż do 10. Aparat posiada wyjścia USB oraz HDMI. Jest czwartym modelem z możliwością rejestracji filmów 1080p. Sony α55 w wersji V posiada także wbudowany odbiornik GPS.

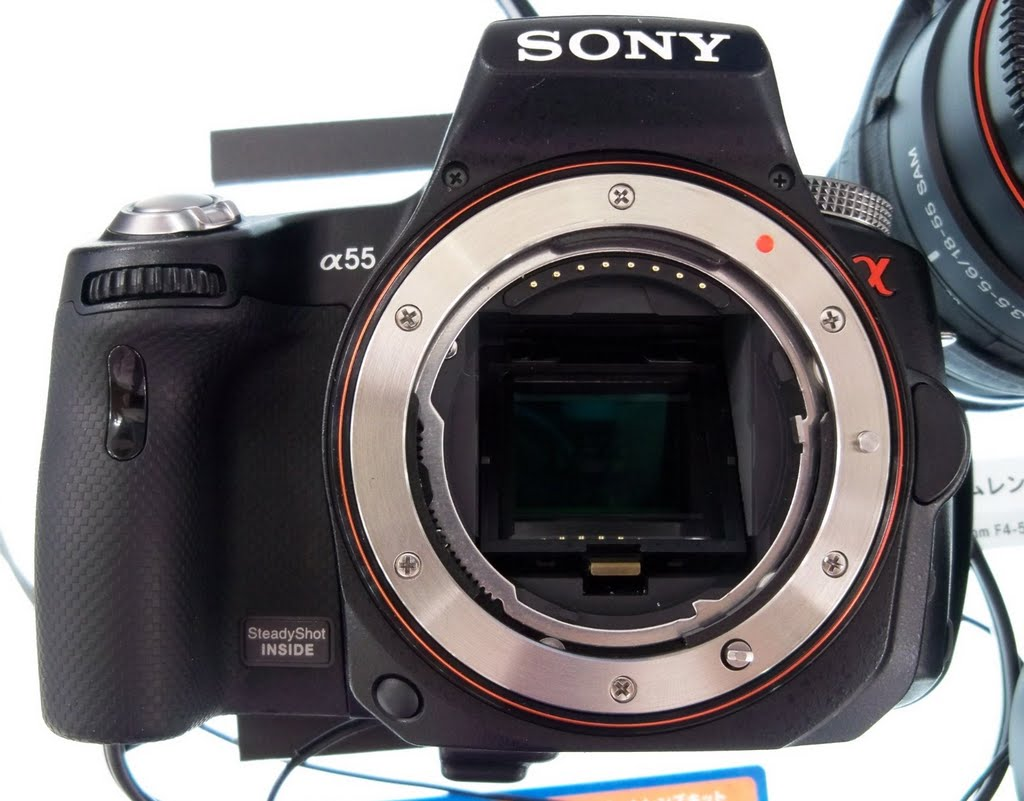
A-mount, APS-C CMOS

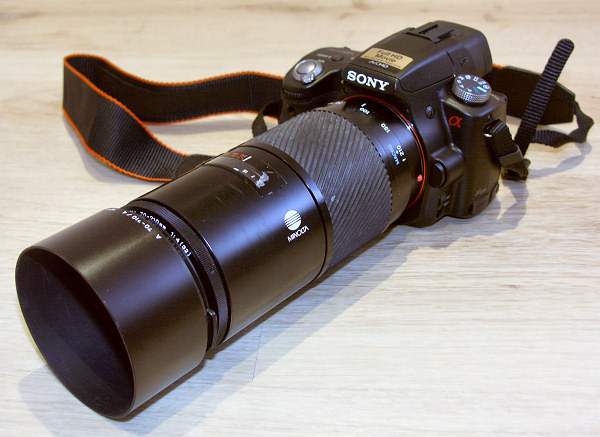
Sony Alpha 55 with Minolta AF 70-210mm f/4 "Beercan"

Aparat posiada bagnet na obiektywy rodziny Sony Alfa, dzięki czemu współpracuje z obiektywami Konica Minolta. Posiada wbudowaną, chowaną lampę błyskową. Wbudowany w korpus aparatu system SteadyShot umożliwia redukcję drgań matrycy również przy wykonywaniu fotografii z użyciem obiektywów nieposiadających wewnętrznej stabilizacji (np obiektywach amatorskich lub pochodzących z lustrzanek analogowych M42 - mocowanych z pomocą adaptera Sony Alfa/Konica Minolta do M42).
We wrześniu 2010 r. firma Sony opublikowała notę serwisową dotyczącą aparatów Sony α55 i Sony α33 wyposażonych w przepuszczalne lustro. Problem opisany w nocie dotyczy nadmiernego nagrzewania się matrycy CMOS aparatów w trybie wideo, co powoduje automatyczne wyłączenie się go. W zależności od temperatury otoczenia oraz tego czy stabilizacja matrycy jest włączona, czas po którym aparat wyłącza się wynosi od 6 do ok. 30min.
W listopadzie 2010 r. Sony α55 znalazło się na liście 50 najlepszych wynalazków roku 2010 według magazynu Time.

## Cechy aparatu
- przepuszczalne, nieruchome lustro,
- stabilizacja matrycy wbudowana w korpusie,
- uchylny wyświetlacz wysokiej jakości,
- tryb Live View z szybkim autofokusem,
- możliwość rejestracji filmów w jakości Full HD,
- wydajny akumulator,
- interfejsy USB i HDMI,
- niskie szumy przy wysokich wartościach ISO